# Edmund Crispin
Edmund Crispin era el seudónimo de Robert Bruce Montgomery (normalmente acreditado como Bruce Montgomery) (2 de octubre de 1921 - 15 de septiembre de 1978), un escritor y compositor inglés de novelas policíacas conocido por sus novelas de Gervase Fen y por sus partituras para las primeras películas de la serie Carry On.

## Vida y obra
Montgomery nació en "Blackwood", Bois Lane, Chesham Bois, Buckinghamshire, cuarto hijo y único de Robert Ernest Montgomery (1878-1962) y Marion Blackwood, de soltera Jarvie. Su padre era secretario principal -antes secretario del Alto Comisionado de la India- en la Oficina de la India; de nacimiento irlandés, su familia se estableció posteriormente en Hanwell, en el distrito londinense de Ealing. La madre de Montgomery era escocesa, de una familia que se atribuía la ascendencia ilegítima de Bonnie Prince Charlie. Cuando Montgomery tenía dos años, su familia se trasladó a la vuelta de la esquina a "Domus", una "gran casa en un entorno rural" que se construyó siguiendo las instrucciones de su padre.
Se educó en la Merchant Taylors' School y se graduó en el St John's College de Oxford en 1943, con una licenciatura en lenguas modernas, habiendo sido durante dos años su profesor de órgano y director de coro. Allí entabló amistad con Philip Larkin y Kingsley Amis. De 1943 a 1945 enseñó en la escuela de Shrewsbury y comenzó a escribir la primera de sus novelas policíacas. Montgomery alentó las ambiciones de escritura de Larkin y, según Andrew Motion, "al combinar un devoto compromiso con la escritura con un enorme apetito por la bebida y la diversión, dio a Larkin un modelo de las formas en que el arte podía evitar la pretensión".
Primero se estableció con su propio nombre como compositor de música vocal y coral, incluyendo An Oxford Requiem (1951), pero más tarde se dedicó al trabajo cinematográfico, escribiendo las partituras de muchas comedias británicas de la década de 1950. Para la serie Carry On compuso seis partituras (Sergeant, Nurse, Teacher, Constable, Regardless y Cruising), incluido el tema original de Carry On, adaptado posteriormente a las películas por Eric Rogers. También compuso las partituras de cuatro películas de la serie Doctor (House, Sea, Large y Love). Montgomery escribió tanto el guion como la partitura de Raising the Wind (1961), y entre sus otras partituras se encuentran The Kidnappers (1953), Raising a Riot (1955), Eyewitness (1956), The Truth About Women (1957), The Surgeon's Knife (1957), Please Turn Over (1959), Too Young to Love (1959), Watch Your Stern (1960), No Kidding (1960), Twice Round the Daffodils (1962) y The Brides of Fu Manchu (1966).

## Novelas de detectives
Montgomery escribió novelas policíacas y dos colecciones de relatos cortos bajo el seudónimo de Edmund Crispin (tomado de un personaje de la obra Hamlet, ¡venganza! de Michael Innes). Nueve volúmenes aparecieron entre 1944 y 1953, empezando por El caso de la mosca dorada. Las historias están protagonizadas por Gervase Fen, profesor de inglés en la universidad y miembro del St Christopher's College, una institución ficticia que Crispin sitúa junto al St John's College. Fen es un personaje excéntrico y a veces despistado que, según se dice, está basado en su tutor, el profesor de Oxford W. G. Moore (1905-1978). Las novelas de intriga tienen tramas complejas y soluciones fantásticas y algo increíbles, incluyendo ejemplos de misterio en habitaciones cerradas. Están escritas con un estilo humorístico, literario y a veces farsesco. También se encuentran entre las pocas novelas de misterio que rompen ocasionalmente la cuarta pared y se dirigen directamente al público. Quizá el mejor ejemplo sea el de La juguetería errante (Impedimenta), durante una secuencia de persecución: "Vamos a la izquierda", sugirió Cadogan. "Después de todo, Gollancz publica este libro".
Todas las novelas contienen frecuentes referencias a la literatura inglesa, la poesía y (en particular) la música. Frecuentemente Hearses y Swan Song tienen un telón de fondo específicamente musical. Swan Song (1947) explora el mundo de la ópera durante los ensayos de una producción de Die Meistersinger von Nürnberg, de Wagner, mientras que Frequent Hearses se desarrolla en un estudio de cine, e incluye entre los personajes a Napier, un compositor de música de cine. En 1950, cuando se publicó Frequent Hearses, Montgomery ya estaba ocupado en otros lugares, estableciéndose también como compositor de música de cine.
Crispin es considerado por muchos como uno de los últimos grandes exponentes del misterio criminal clásico.

## Compositor
Bruce Montgomery compuso las partituras de casi cuarenta películas, incluyendo documentales y thrillers. La Suite Carry-On, arreglada por David Whittle a partir de las partituras de Carry On Sergeant (1958), Carry On Nurse (1959) y Carry on Teacher (1959), constituye un ejemplo representativo, dominado por el tema principal, una marcha cómica. Para Raising the Wind (1961), Montgomery se encargó del argumento, el guion y la partitura, además de dirigir la música y actuar como asesor técnico.
Aunque su trabajo en el cine hizo que su música llegara a un gran público, las numerosas partituras de comedias en particular contrastan con las obras de concierto de Bruce Montgomery y la música de iglesia con la que empezó. Éstas empezaron a aparecer a mediados de los años 40, al mismo tiempo que sus novelas policíacas aparecían bajo el nombre de Edmund Crispin. Un ejemplo temprano es la Obertura para un cuento de hadas de 1946, interpretada por primera vez en febrero de 1948 por la Orquesta Municipal de Torquay. (Montgomery vivía entonces en Brixham).
Pero predomina la música eclesiástica, cuya culminación es el Réquiem de Oxford, encargado por el Coro Bach de Oxford y estrenado en el Teatro Sheldonian el 23 de mayo de 1951 (el Sheldonian fue también el escenario de un crimen en su novela The Moving Toyshop). Es posible que la pieza se compusiera a raíz de la muerte de su íntimo amigo y maestro, el organista y compositor Godfrey Sampson -que se cree que también fue la inspiración del personaje Geoffrey Vintner, el organista y amigo de Gervase Fen en Holy Disorders-. Un Réquiem de Oxford "es el logro más considerable de Montgomery hasta la fecha", escribió el crítico de The Times, "y confirma la sospecha de que es un verdadero compositor con algo realmente importante que decir". El coro del St John's College de Oxford ha grabado el último movimiento, 'Lord, thou hast been our refuge'. Al Réquiem le siguió su última gran obra para coro, la secular Venus' Praise, una composición de siete poemas ingleses de los siglos XVI y XVII.
Menos conocidas aún son las óperas, que incluyen una ópera balada para niños, John Barleycorn, y dos intrigantes colaboraciones en las que su amigo Kingsley Amis aporta los textos. La primera, Amberley Hall, fue descrita por Montgomery como "un burlesco ligeramente escandaloso ambientado en la Inglaterra del siglo XVIII". La segunda, To Move the Passions, era una ópera de baladas encargada para el Festival de Gran Bretaña de 1951. Ambas quedaron inconclusas, y Amis se quejó de que Montgomery estaba demasiado ocupado "escribiendo sucias partituras para películas y apestosas historias para la prensa popular".
De las obras orquestales de concierto, sólo la Obertura para un cuento de hadas y el Concertino para orquesta de cuerda de 1950 -una pieza sustancial de tres movimientos a pesar del modesto título, y la única obra puramente instrumental que Montgomery hizo publicar- están generalmente disponibles como grabaciones. Existen grabaciones de dos obras de concierto derivadas de partituras de películas: Scottish Aubade (de la película documental Scottish Highlands de 1952) y Scottish Lullaby (de The Kidnappers, 1953).
Philip Lane califica a Montgomery como "un compositor de talento que quizás fue desviado y, no ayudado por el creciente alcoholismo, no pudo desarrollar todo su potencial. Por otra parte, no todos los compositores hacen que su música sea escuchada por millones de personas en todo el mundo, aunque no todos los oyentes conozcan el nombre del compositor".

## Carrera posterior
Montgomery volvió a la literatura al final de su vida, con la última novela de Crispin, The Glimpses of the Moon (1977). A estas alturas, el personaje del compositor, Broderick Thouless, está escribiendo música de cine "difícil" y obras de concierto ligeras, en lugar de hacerlo al revés (como le ocurría a Napier en Frecuent Hearses). Esta perversidad cómica es característica de Crispin.
Pero la producción musical y de ficción de Montgomery se vio reducida al mínimo después de la década de 1950, aunque, pese a ello, siguió escribiendo reseñas de novelas policíacas y obras de ciencia ficción para The Sunday Times (elogiando las primeras obras tanto de P. D. James como de Ruth Rendell). Siempre fue un bebedor empedernido, y tuvo periodos de largos paréntesis en sus escritos durante una época en la que sufrió problemas de alcoholismo. Por lo demás, disfrutó de una vida tranquila (animada por la música, la lectura, la asistencia a la iglesia y el bridge) en Totnes, Devon, donde se resistió a todos los intentos de desarrollar o explotar el distrito, y visitó Londres lo menos posible. En 1964 se trasladó a una nueva casa que había construido en Higher Week, una aldea cercana a Dartington. El cuento de 1969 Sabemos que está ocupado escribiendo, pero pensamos que no le importaría que nos pasáramos un minuto por aquí, evoca con humor las dificultades de un escritor para equilibrar sus inclinaciones sociales y de ocio con la disciplina de la escritura. En 1976 se casó con su secretaria Ann, dos años antes de morir por problemas relacionados con el alcohol a los 56 años.
Una biografía de David Whittle, Bruce Montgomery/Edmund Crispin: A Life in Music and Books (ISBN 0754634434) se publicó en junio de 2007. Una novela inédita, protagonizada por Gervase Fen, "The Hours of Darkness", ha sido incluida en la edición de 2019 de la antología anual Bodies from the Library.

## Influencias
Gareth Roberts ha dicho que el tono de su novela de Doctor Who, The Well-Mannered War, se basó en el estilo de Crispin. También comenta (de The Moving Toyshop): "Se parece más a Doctor Who que a Doctor Who". Christopher Fowler rinde homenaje a The Moving Toyshop en The Victoria Vanishes, su sexta novela de Bryant & May.

## Novelas
Todos cuentan con el detective Gervase Fen como su protagonista.
- El misterio de la mosca dorada (1944), Impedimenta, 2015, traducción del inglés a cargo de José C. Vales. ISBN: 978-84-15979-54-8
- Trastornos sagrados (1945)
- La juguetería errante (1946), Impedimenta, 2011. traducción del inglés a cargo de José C. Vales. ISBN: 978-84-15130-20-8
- El canto del cisne (1947), Impedimenta, 2012. traducción del inglés a cargo de José C. Vales. ISBN: 978-84-15578-22-2
- Trabajos de amor ensangrentados (1948), Impedimenta, 2014. traducción del inglés a cargo de José C. Vales. ISBN: 978-84-15578-96-3
- Enterrado por placer (1948), Impedimenta, traducción del inglés a cargo de Magdalena Palmer. ISBN: 978-84-16542-89-5
- Frequent Hearses (1950) (publicado en los Estados Unidos como Sudden Vengeance )
- The Long Divorce (1951) (publicado en los Estados Unidos como A Noose for Her )
- Los destellos de la luna (1977)

## Colecciones de relatos
- Cuidado con los trenes (1953)
  - 'Cuidado con los trenes', 'Humbleby Agonistes', 'El ahogamiento de Edgar Foley', 'Lacrimae Rerum', 'Dentro de las puertas', 'Tijeras aborrecidas', 'La pequeña habitación', 'Entrega urgente', 'Una olla of Paint', 'The Quick Brown Fox', 'Black for a Funeral', 'The Name on the Window', 'The Golden Mean', 'Otherwhere', 'The Evidence for the Crown', 'Deadlock'
- País del pantano (1979)
  - '¿Quién mató a Baker?' , 'La muerte y la tía Fancy', 'El gato jorobado', 'El diente de león', 'El candelabro de Gladstone', 'El hombre que perdió la cabeza', 'Las dos hermanas', 'La indignación en Stepney', 'Un país para Sell', 'A Case in Camera', 'Blood Sport', 'The Pencil', 'Windhover Cottage', 'The House by the River', 'After Evesong', 'Death Behind Bars', 'We Know You're Ocupado escribiendo, pero pensamos que no le importaría si nos dejábamos caer por un minuto', 'Pago contra reembolso', 'Disparo en la oscuridad', 'La travesura hecha', 'Tiovivo', 'Ocupación Riesgo', 'Perro en la noche', 'Hombre al agua', 'El torso desnudo', '¡Lobo!'

## Relatos cortos
- Deadlock. Ellery Queen's Mystery Magazine, June 1949. Collected in Beware of the Trains (1953)
- Beware of the Trains. Daily Sketch, December 1949. Collected in Beware of the Trains (1953)
- "Lacrimae Rerum". Daily Sketch, December 1949. Collected in Beware of the Trains (1953)
- The Quick Brown Fox. London Evening Standard, January 1950. Collected in Beware of the Trains (1953)
- Who Killed Baker? London Evening Standard, 30 de octubre de 1950. Written with Geoffrey Bush). Collected in Fen Country (1979). Also published as Baker Dies, which was Crispin’a original title
- Humbleby Agonistes. London Evening Standard. Collected in Beware of the Trains (1953)
- Abhorred Shears. London Evening Standard. Collected in Beware of the Trains (1953)
- Express Delivery. London Evening Standard. Collected in Beware of the Trains (1953)
- A Pot of Paint. Collected in Beware of the Trains (1953)
- Black for a Funeral. Collected in Beware of the Trains (1953)
- The Name on the Window. Collected in Beware of the Trains (1953). Also published as ‘’Writing on the Pane’’ and ‘’A Crime for Christmas’’
- Otherwhere. Collected in Beware of the Trains (1953)
- The Evidence for the Crown. Collected in Beware of the Trains (1953)
- Within the Gates. London Evening Standard, March 1952. Collected in Beware of the Trains (1953)
- Shot in the Dark. London Evening Standard, 5 de abril de 1952. Collected in Fen Country (1979)
- The Drowning of Edgar Foley. London Evening Standard, August 1952. Collected in Beware of the Trains (1953)
- The Golden Mean. London Evening Standard. August 1952). Collected in Beware of the Trains (1953)
- The Little Room. London Evening Standard, September 1952. Collected in Beware of the Trains (1953)
- Merry-Go-Round. London Evening Standard, 23 de febrero de 1953. Collected in Fen Country (1979)
- The Pencil. London Evening Standard, 24 de febrero de 1953. Collected in Fen Country (1979)
- The House by the River. London Evening Standard, 25 de febrero de 1953. Collected in Fen Country (1979). Also published as ‘’The Crime by the River’’
- Death and Aunt Fancy. London Evening Standard, 26 de febrero de 1953. Collected in Fen Country (1979)
- Wolf!. London Evening Standard, 27 de febrero de 1953. Collected in Fen Country (1979)
- After Evensong. London Evening Standard, 28 de febrero de 1953. Collected in Fen Country (1979)
- Windhover Cottage. London Evening Standard, 2 de agosto de 1954. Collected in Fen Country (1979)
- Man Overboard. London Evening Standard, 3 de agosto de 1954. Collected in Fen Country (1979). Also published as ‘’Blackmailers Have Their Uses’’
- Dog in the Night-Time. London Evening Standard, 4 de agosto de 1954. Collected in Fen Country (1979). Also published as ‘’Looking for a Diamond’’
- The Hunchback Cat. London Evening Standard,  5 de agosto de 1954. Collected in Fen Country (1979)
- Blood Sport. London Evening Standard, 6 de agosto de 1954. Collected in Fen Country (1979). Also published as ‘’The Unloaded Gun’’
- The Undraped Torso. London Evening Standard, 7 de agosto de 1954. Collected in Fen Country (1979). Also published as ‘’The Man Who Was Afraid of Cameras’’. Crispin’a original title was ‘’Undraped Torso’’
- Occupational Risk. London Evening Standard, 11 de julio de 1955. Collected in Fen Country (1979). Also published as ‘’What’s His Line?’’
- The Man Who Lost His Head. London Evening Standard, 8 de agosto de 1955. Collected in Fen Country (1979). Also published as ‘’Head of a Man’’
- A Country to Sell. London Evening Standard, 9 de agosto de 1955. Collected in Fen Country (1979)
- The Lion's Tooth. London Evening Standard, 10 de agosto de 1955. Collected in Fen Country (1979)
- A Case in Camera. London Evening Standard, 11 de agosto de 1955. Collected in Fen Country (1979)
- Gladstone's Candlestick. London Evening Standard, 12 de agosto de 1955. Collected in Fen Country (1979)
- The Two Sisters. London Evening Standard, 13 de agosto de 1955. Collected in Fen Country (1979)
- Outrage in Stepney. Ellery Queen's Mystery Magazine, November 1955. Collected in Fen Country (1979). Also published as ‘’A Message for Herr Dietrich’’
- Death behind Bars. Ellery Queen's Mystery Magazine, September 1960. Collected in Fen Country (1979). Also published as ‘’Too Clever for Scotland Yard’’
- We Know You're Busy Writing, But We Thought You Wouldn't Mind If We Just Dropped in for a Minute. Winter's Crimes 1 (1969). Collected in Fen Country (1979). Also published as ‘’Danger, Writer at Work’’
- The Mischief Done. Winter's Crimes 6 (1972). Collected in Fen Country (1979)
- St Bartholomew's Day. Ellery Queen's Mystery Magazine, February 1975
- Cash on Delivery. First published in Fen Country (1979)
- The Hours of Darkness. First published, Bodies from the Library 2 (Ed. Tony Medawar, 2019)
- Child's Play. First published, Bodies from the Library 4 (Ed. Tony Medawar, 2021)

## Cuentos cortos no recopilados
- "Día de San Bartolomé", Revista de misterio de Ellery Queen (febrero de 1975)
- "Las horas de oscuridad", Cuerpos de la biblioteca, 2, ed. Tony Medawar (Collins Crime Club, 2019)
- "Juego de niños", Cuerpos de la biblioteca, 4, ed. Tony Medawar (Club del crimen de Collins, 2021)

## Libros editados por Crispin
Crispin también editó dos volúmenes titulados Las mejores historias de detectives y siete titulados Las mejores historias de ciencia ficción, que se publicaron durante las décadas de 1950 y 1960.